# Новый Такталачук
Новый Такталачук, Такталачук (баш. Яңы Таҡталасыҡ), Нижний Такталачук — упразднённая в 1980 году деревня Краснокамском районе Башкирской АССР Российской Федерации. Ныне территория города Агидель в Республике Башкортостан.

## География
Расположено было на северо-западе республики, на побережье реки Белая (Агидель), примерно в 45 км от города Нефтекамска.
В 1980 году включено в город-спутник будущей Башкирской АЭС — рабочий посёлок Агидель.

## История
Основана между 1906 и 1911 на территории Бирского уезда жителями дд. Верхнего и Нижнего Такталачук Мензелинского уезда (ныне с. Такталачук Актанышского района Республики Татарстан).

## Население
В 1920 году — 278; 1939 — 380; 1959 — 331 человек.